# Premis YoGa 1995
Els 6è Premis YoGa foren concedits al "pitjoret" de la producció cinematogràfica de 1994 per Catacric el 30 de gener de 1995 "a Barcelona" per un jurat anònim.

## Guardonats
| Secció           | Premi               | Nom                                        | Guanyador                                                   |
| ---------------- | ------------------- | ------------------------------------------ | ----------------------------------------------------------- |
| Cinema estranger | Pitjor pel·lícula   | "La matanza de San Tarantín"               | Nascuts per matar                                           |
| Cinema estranger | Pitjor director     | "Con alas y a lo loco"                     | Wim Wenders, per In weiter Ferne, so nah!                   |
| Cinema estranger | Pitjor actor        | "El pequeño Buda se va de marcha"          | Richard Gere, pel conjunt de la seva carrera                |
| Cinema estranger | Pitjor actriu       | "La novia de Frankenstein"                 | Emma Thompson, pel conjunt de la seva carrera               |
| Cinema espanyol  | Pitjor pel·lícula   | "Sor Citroën"                              | Canción de cuna                                             |
| Cinema espanyol  | Pitjor direcció     | "Hay un camino a la derecha"               | Antonio del Real, per Por fin solos                         |
| Cinema espanyol  | Pitjor actor        | "Peligro inminente"                        | Coque Malla, per Todo es mentira                            |
| Cinema espanyol  | Pitjor actriu       | "En la boca no"                            | Ana Belén, per La pasión turca                              |
| Cinema espanyol  | Pitjor cartell      | "La teta y la media luna"                  | La pasión turca                                             |
| Cinema espanyol  | Pitjor doblatge     | "Garganta profunda"                        | Núria Espert, per la veu en off de L'edat de la innocència  |
| Cinema espanyol  | Indústria           | "Días contadísimos"                        | Cinema català de 1994                                       |
| Cinema espanyol  | Trajectòria         | "Rústico en Dinerolandia"                  | Antoni Ribas                                                |
| Cinema espanyol  | Pitjor exhibidor    | "El menor espectáculo del mundo"           | Cines Arkadin de Barcelona                                  |
| Especials        | Uno de los nuestros | "Lo que necesitas es humor"                | Associació Catalana de Crítics i Escriptors Cinematogràfics |
| Especials        | Llibre              | "Eduardo Manostijeras / Planeta prohibido" | La filmoteca ideal                                          |